# Наріжний Борис Микитович
Наріжний Борис Микитович(*5 лютого 1935, Хорол — †20 квітня 2006) — український історик, письменник.

## Біографія
Наріжний Борис Микитович народився 5 лютого 1935 року в місті Хоролі на Полтавщині у сім'ї службовця.
Зріле дитинство провів на Львівщині. Там закінчив середню школу. Вступив на факультет журналістики Львівського державного університету імені І. Я. Франка.
Був активістом громадського життя, завзятим спортсменом. Однак це не завадило йому глибоко опанувати університетський курс, успішно скласти екзамени й отримати призначення до Дрогобицької газети «Радянське слово».
Влітку 1959 року після ліквідації Дрогобицької області і скасування посади власкора, яку обіймав, Наріжний мусив шукати щастя в іншому місті й очолив олишівську районну газету «Голос колгоспника» на Чернігівщині. Звідтоді і приріс до Придесення. Після ліквідації району і газети деякий час був на комсомольській роботі. А тут саме створювалася обласна молодіжна газета в Чернігові, і Борис Микитович пішов працювати її відповідальним секретарем.
Згодом трудився у редакції газети «Деснянська правда», а потім перейшов на партійну роботу.
Понад десять років Борис Наріжний очолював обласний телерадіокомітет, де щедро розквітнув його журналістський і організаторський талант.
20 квітня 2006 року помер на 72-ому році життя.

## Творчість
Писав статті, оповідання, пропагандистські матеріали. За один із них — триптих-нарис — удостоївся Диплома і бронзової медалі Виставки досягнень у народному господарстві України. Отримав і урядові нагороди -
Бориса Наріжного захопила тема трагедії Корюківки під час Великої вітчизняної війни. Він написав книгу «Горобинова заграва», видану видавництвом «Молодь» 1979 року. на цю ж тему спільно з московським журналістом Б. Пендюром створив книгу «Помните о нас», що побачила світ у Москві 1985 року.
У цей же час Б Наріжний збирає матеріали для нової книжки — про героя Вітчизняної війни 1812 року Єрмолая Четвертака. Книга вийшла у видавництві «Веселка» 1987 року. жанр її — історична повість. Невдовзі вона була перекладена на російську мову, надрукована у Москві.
Перевидана і «Горобинова заграва», перероблена та доповнена, вона знову зійшла з конвеєра «Молоді».

## Нагороди
«Відмінник телебачення і радіомовлення СРСР», кавалер ордена «Знак пошани», отримав медаль «За доблесну працю», перший на Чернігівщині заслужений журналіст України.

## Твори
- Наріжний Б. Горобинова заграва: розповідь-документ про героїзм і трагедію Корюківки / Б. Наріжний. — К.: Молодь, 1977. — 144 с.
- Наріжний Б. Єрмолай Четвертак: істор. Роман / Б. Наріжний. — К.: Веселка, 1987. — 199 с.
- Наріжний Б., Пендюр Б. Пам'ятайте про нас / Б.Наріжний, Б. Пендюр. — ДТСААФ СРСР, 1985. — 70 с.